# Airspeed 2000
Airspeed 2000 — первый и последний паровой самолёт, который смог осуществить самостоятельный полноценный полёт. Экспериментальный самолёт был построен в единственном экземпляре, продемонстрирован публике и широко разрекламирован, но дальнейшего развития не получил и в серию запущен не был. Использовался Почтовым ведомством США до 1936 года, дальнейшая судьба самолета неизвестна. 

## История разработки
С 1930 года братья Бесслеры в условиях секретности разрабатывали проект и конструировали на базе планера серийного биплана Travel Air 2000 паролёт, который мог бы совершить полноценный полёт. Основной задачей было снижение массы котла, топки и паровой машины, в итоге сама паровая машина весила около 80 кг, а котёл и топка — около 220. В разработке паровой машины участвовал инженер Натан Прайс, который впоследствии, после неудачи с Airspeed 2000, пытался продвигать идеи парового привода в компании «Локхид», но несмотря на перспективность применения фактически бесшумного двигателя на военных аппаратах, его идеи не получили поддержки.
12 апреля 1933 года в Окленде, штат Калифорния, аппарат был представлен публике, предварительно событие сопровождалось активной рекламной кампанией, поэтому на демонстрации было большое число журналистов, сделаны фото- и кинорепортажи полёта самолёта. Самолёт под управлением Уильяма Бесслера смог совершить демонстрационный полёт, без труда оторвавшись от земли. По словам журналистов, паролёт был настолько тих в полёте, что с земли можно было услышать разговор пилота с пассажиром.
Событие активно освещалось в прессе, о паролете писали статьи, упоминали по радио, даже был снят демонстрационный 15-минутный ролик для демонстрации в кинозалах. Братья Бесслеры активно давали интервью и, не скрывая подробностей, давали технические описания паролёта и его устройства.
Несмотря на такую активную рекламную кампанию, а также успешную эксплуатацию самолёта в Почтовом ведомстве США, дальнейшего успеха не последовало, так как промышленность отдала предпочтение самолётам с ДВС

## Технические характеристики и особенности
Паролёт был оснащён двухцилиндровым V-образным паровым двигателем мощностью 150 л.с. Бак емкостью около десяти галлонов (около 40 литров) позволял Airspeed 2000 пролететь 600 км. Паровая машина имела вес 80 кг (что было меньше массы бензинового мотора для прототипа), но бак для воды с топкой весил 220 кг.
Паролёт обладал многочисленными преимуществами перед самолётами с ДВС:
1. Мощность двигателя не зависела от высоты полета и степени разреженности воздуха[Примечание 2] в отличие от двигателей на бензине или дизельном топливе. И если на малых высотах паровой двигатель уступал аналогу Travel Air 2000, то на высоте более 2000 метров существенно превосходил.
2. Нетребовательность к топливу, доступность воды и топлива в отличие от относительной дороговизны топлива для самолётных двигателей.
3. Фактически отсутствие необходимости в маслах.
4. Простота конструкции машины, а следовательно большая ремонтопригодность и более высокая надёжность.

Дополнительная особенность использования парового двигателя состояла в возможности осуществлять реверсивное торможение — после посадки пропеллер закручивался в обратную сторону и мягко тормозил самолёт.
Тем не менее меньший КПД двигателя, необходимость в сверхлёгких материалах для компенсации веса котла, меньшая потенциальная дальность полёта не позволили паролётам заменить самолёты на ДВС. И даже перспектива использовать их в военной отрасли (как бесшумные разведчики и бомбардировщики) не привлекла военных.